# Geschiedenis van Tanzania
De geschiedenis van Tanzania omvat de ontwikkelingen op het grondgebied van de huidige staat Tanzania vanaf de prehistorie tot het heden.

## Vroege geschiedenis
Tanzania werd al circa 2 miljoen jaar geleden bewoond door mensachtige wezens. In de Olduvaikloof heeft Louis Leakey fossielen van menselijke voorouders gevonden. In de oudheid werden er contacten onderhouden met Egypte. Meer dan 2500 jaar geleden kwam de Urewe-cultuur zich vestigen langs het Victoriameer. De bewoners kenden ijzersmelttechnieken, produceerden een specifiek aardewerk en leefden van landbouw en wat veeteelt. In de 4e eeuw kwamen de Arabieren uit Oman handel drijven in Tanzania. Rond 700 ontstonden de eerste vestigingen op de eilanden voor de kust. Perzen uit Shiraz volgden rond 1200. Nadat de Portugezen de Kaap de Goede Hoop hadden omvaren in 1488, werd er in 1505 een Portugese expeditie van 23 schepen opgezet om de Oost-Afrikaanse handel over te nemen.

## Koloniaal tijdperk
Tussen de zestiende en negentiende eeuw bezaten de Portugezen een monopoliepositie wat betreft de handel met Tanzania, toch werden ze in 1828 door de Arabieren verslagen. Het eiland Zanzibar was vanaf 1840 de residentie van de Sultan van Oman en van hieruit werden er slavenraids op het vasteland uitgevoerd tot aan het Tanganyikameer, waarbij Bagamoyo als havenplaats diende. De slaven werden verkocht op de markt in Zanzibar, tewerkgesteld op de kruidnagelplantages op Zanzibar of verscheept naar de Caraïben.

### Duitse en Britse overheersing
In 1884 sloten vertegenwoordigers van de Duitse Oost-Afrika Vereniging verdragen met de plaatselijke stamhoofden, waarna de Duitse Oost-Afrika Vereniging het gebied begon te koloniseren. In 1885 ontstond de kolonie Duits-Oost-Afrika, dat het huidige continentale deel van Tanzania omvatte, plus Rwanda en Burundi.
Het Sultanaat Zanzibar werd in 1890 een Brits protectoraat.
Een opstand tegen het Duitse gezag in 1907 (Maj-Maj-opstand) werd door de Duitsers hardhandig onderdrukt. In 1914 raakte Duits Oost-Afrika betrokken bij de Eerste Wereldoorlog. Werden de meeste Duitse koloniën in Afrika en Azië reeds in 1914 en 1915 door de Entente veroverd, de troepen van Duits Oost-Afrika bleef tot het einde van de oorlog weerstand bieden.
Gouverneur Heinrich Schnee en de geniale Duitse kolonel (later: generaal) Paul von Lettow-Vorbeck wisten via guerrilla-methoden uit de handen van de aanvallende Britten, Belgen en later ook de Portugezen te blijven. Sterker nog, het numeriek kleine leger dat door Lettow-Vorbeck gecommandeerd werd viel zelfs (met succes) de Britse stellingen in Kenia aan. Vanaf 1918 trokken de mannen onder Lettow-Vorbeck door Mozambique. Op 6 januari 1918 vielen zijn legers zelfs enkele stellingen in Burundi aan waardoor de Portugezen moesten capituleren. Op 14 november 1918 capituleerde Lettow-Vorbeck nadat hij vernomen had dat Duitsland een wapenstilstand had gesloten.

### Brits mandaatgebied
Het grootste deel van Duits-Oost-Afrika werd na de Eerste Wereldoorlog een Brits mandaatgebied onder de naam Tanganyika. Alleen Ruanda-Urundi (nu Rwanda en Burundi) werd een afzonderlijk Belgisch mandaatgebied.
Duitsers bleven in vrij grote aantallen in Tanganyika aanwezig (bijvoorbeeld als plantagehouders). Onder Brits bestuur werd in Tanganyika zoals in Zanzibar het links rijden ingevoerd.
Na de Tweede Wereldoorlog werd het mandaatgebied omgezet in een trustschap, maar steeds onder Brits bestuur. Intussen groeide het nationaal bewustzijn onder de autochtone bevolking en werden er partijen en verenigingen opgericht. De voornaamste was de Tanganyika Afrikaanse Nationale Unie (TANU) die in 1954 werd opgericht door Julius Nyerere, een zoon van een stamhoofd. Bij de verkiezingen van 1958 werd de TANU de grootste partij.

## Onafhankelijkheid
In mei 1961 verkreeg het land volledig zelfbestuur en werd Nyerere premier. Op 9 december 1961 werd Tanganyika een onafhankelijk land, nog met de Britse koningin als staatshoofd. Precies een jaar later werd het de Republiek Tanganyika (als onderdeel van het Britse Gemenebest) met Nyerere als president.
Zanzibar werd in 1963 een onafhankelijke staat. Begin 1964 werd de sultan van Zanzibar afgezet en de Volksrepubliek Zanzibar en Pemba uitgeroepen. Kort daarna - op 26 april 1964 - ging de eilandengroep een unie aan met Tanganyika onder de naam Verenigde Republiek Tanzania. Zanzibar behield daarin wel een autonome status. President van het land werd Nyerere en vicepresident werd sjeik Abeid Karume van Zanzibar.
In 1967 werd de Verklaring van Arusha aangenomen. Het plan voorzag in een ontwikkelingsplan, Afrikaans socialisme, traditioneel Afrikanisme en een eenpartijdemocratie. Voor de ruim 12 miljoen boeren werden Ujamaa-dorpen ingericht. In deze Ujamaa-dorpen waren scholen, ziekenhuizen, water- en voedselvoorzieningen en andere sociale voorzieningen. Vanwege de voortdurende economische terugval echter, werden de Ujamaa-dorpen slechts ten dele een succes. In zijn buitenlandbeleid volgde president Nyerere een strikt neutrale koers. Dit resulteerde in de aanwezigheid van zowel adviseurs uit Oost-Europese landen en China, als uit West-Europese landen en de VS. In 1977 fuseerde de Afro-Shirazi Partij van Zanzibar met Nyerere's TANU tot de Partij van de Revolutie (CCM). Als protest tegen de - in de ogen van Zanzibars president Aboud Jumbe - centrale politiek, trad Jumbe op 30 januari 1984 af en werd vervangen door de gematigde Ali Hassan Mwinyi.
In 1979 opereerden Oegandese troepen van de Oegandese dictator Idi Amin op Tanzaniaans grondgebied. Tanzania, dat al langer in onmin leefde met de dictatuur in het buurland, viel daarop - gesteund door Oegandese anti-Amin strijders - Oeganda binnen en verjoeg dictator Amin.
In 1985 trad Nyerere vrijwillig af. Zijn opvolger als president werd Ali Hassan Mwinyi. Dit alles benadrukte de redelijke stabiliteit van Tanzania: de christen Nyerere werd, zonder dat dit leidde tot noemenswaardige religieuze of etnische problemen, opgevolgd door de moslim Mwinyi. President Mwinyi paste het Afrika-socialisme van Nyerere wat aan aan de tijd en leende geld bij het IMF. In 1990 werd Mwinyi tot president herkozen. Mwinyi zette het, tijdens zijn eerste ambtsperiode als president, democratiseringsbeleid voort en in 1992 werd het meerpartijenstelsel ingevoerd. Na het aftreden van Mwinyi in 1995 werd Benjamin Mkapa president, die in 2005 werd opgevolgd door Jakaya Kikwete (beiden CCM).
In 1995 werd president Salmin Amour (CCM) van Zanzibar herkozen. Internationale waarnemers bespeurden echter corruptie en manipulatie van de verkiezingsuitslag. Een sterke, door Arabieren, gesteunde afscheidingsbeweging op het eiland, wordt door de Tanzaniaanse regering niet erkend. Bij de verkiezingen van 2000 werd de zoon van Zanzibars eerste president, Amani Karume, tot president en voorzitter van Zanzibar en Pemba gekozen.
Geschiedenis van:
Algerije · Angola · Benin · Botswana · Burkina Faso · Burundi · Centraal-Afrikaanse Republiek · Comoren · Congo-Brazzaville · Congo-Kinshasa · Djibouti · Egypte · Equatoriaal-Guinea · Eritrea · Ethiopië · Gabon · Gambia · Ghana · Guinee-Bissau · Guinee-Conakry · Ivoorkust · Kaapverdië · Kameroen · Kenia · Lesotho · Liberia · Libië · Madagaskar · Malawi · Mali · Marokko · Mauritanië · Mauritius · Mozambique · Namibië · Niger · Nigeria · Oeganda · Rwanda · Sao Tomé en Principe · Senegal · Seychellen · Sierra Leone · Soedan · Somalië · Somaliland · Swaziland · Tanzania · Togo · Tsjaad · Tunesië · Westelijke Sahara · Zambia · Zimbabwe · Zuid-Afrika · Zuid-Soedan
Noord-Afrika · West-Afrika
- Library of Congress Control Number: sh85132378
- Nationale Bibliotheek van Israël: 987007558425505171